# Mewa przydymiona
Mewa przydymiona (Ichthyaetus hemprichii) – gatunek średniej wielkości ptaka morskiego z rodziny mewowatych (Laridae). Nie jest zagrożony.
TaksonomiaPrzez część systematyków gatunek ten umieszczany jest w rodzaju Larus. Nie wyróżnia się podgatunków.
Zasięg występowaniaZamieszkuje wybrzeża i wyspy Morza Czerwonego, Zatoki Adeńskiej, Zatokę Perską, Zatokę Omańską oraz dalej na wschód po południowy Pakistan i na południe po północno-wschodnią Kenię. Sporadycznie zimą spotykana również na północ aż do zatok Sueskiej i Akaba; na południu zimą jej zasięg rozciąga się po północny Mozambik.
MorfologiaDługość ciała 42–45 cm, rozpiętość skrzydeł 105–113 cm. Masa ciała 400–510 g. Samice są podobne do samców.

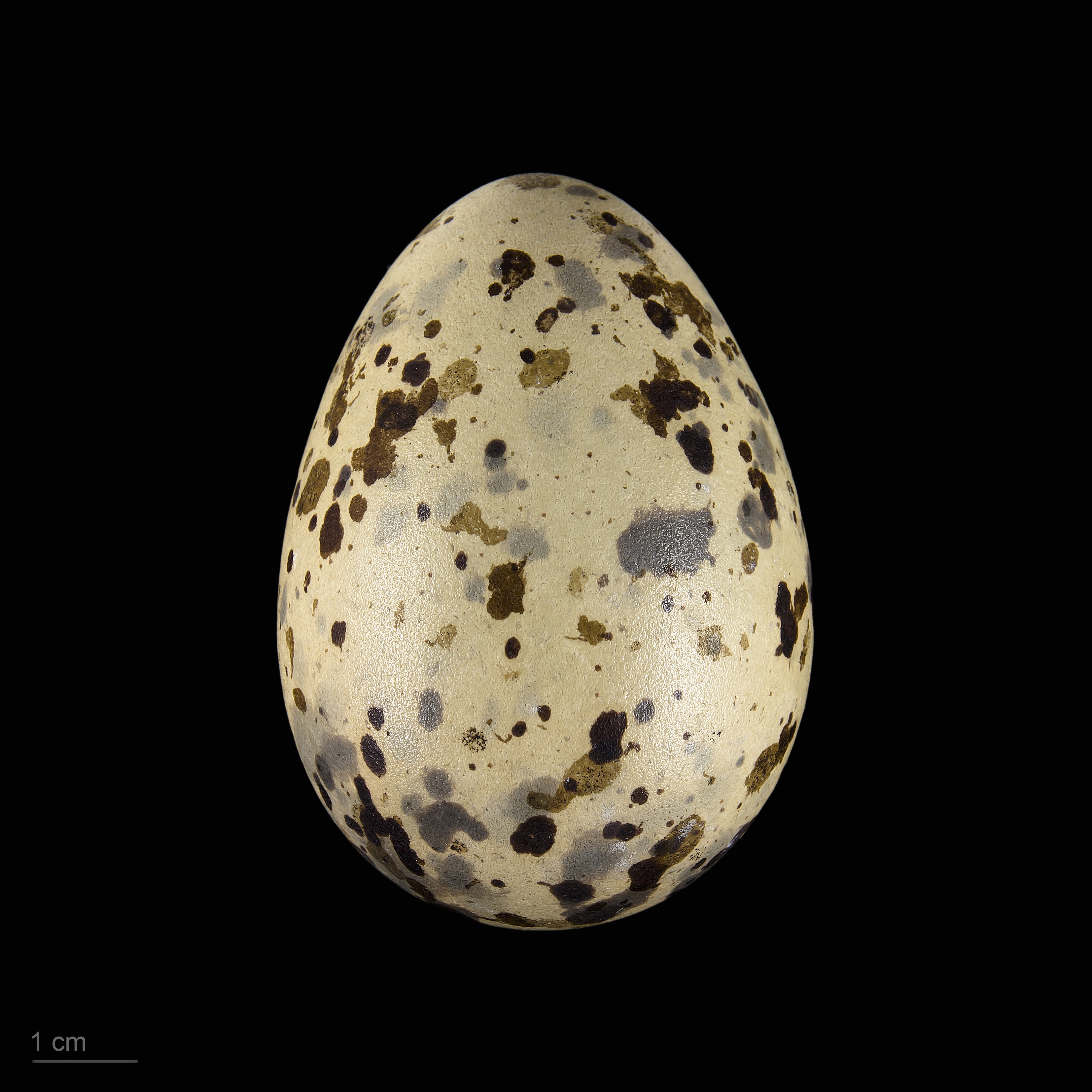
Jajo z kolekcji muzealnej

RozródSezon lęgowy trwa od czerwca do października, w zależności od miejsca występowania. Mewa przydymiona gniazduje zwykle w koloniach z innymi ptakami morskimi, ale czasami samotnie, często na przybrzeżnych wyspach koralowych chronionych przez rafy, ze skałami, piaskiem i rzadką roślinnością. Gniazdo to płytkie zagłębienie w piasku lub rafie koralowej z niewielką ilością materiału roślinnego jako wyściółka. Samica składa 1–3 jaja. Inkubacja trwa 25 dni, prawdopodobnie zajmują się nią oboje rodzice. Świeżo opierzone młode stwierdzano w listopadzie, ale brak bardziej szczegółowych informacji.
PożywienieŻywi się głównie martwymi rybami, małymi żywymi rybami, odpadkami z kutrów rybackich, jajami i pisklętami innych ptaków morskich, młodymi żółwiami czy krewetkami. Kradnie także pokarm innym ptakom morskim.
StatusIUCN uznaje mewę przydymioną za gatunek najmniejszej troski (LC, Least Concern) nieprzerwanie od 1988 roku. W 2006 roku szacowano liczebność światowej populacji na 150–300 tysięcy osobników. BirdLife International ocenia trend populacji jako spadkowy. Do głównych zagrożeń dla gatunku należą wycieki ropy naftowej, degradacja siedlisk związana z wydobywaniem bądź poszukiwaniem ropy naftowej, a także wybieranie jaj przez ludzi.